# Kayı, Han
Kayı là một xã thuộc huyện Han, tỉnh Eskişehir, Thổ Nhĩ Kỳ. Dân số thời điểm năm 2011 là 365 người.